# Le Prête-nom
Pour plus de détails, voir Fiche technique et Distribution.
Le Prête-nom (The Front) est un film américain réalisé par Martin Ritt, sorti en 1976.

## Synopsis
Inspiré de faits réels et se déroulant aux États-Unis à l'époque du maccarthysme, l'histoire met en scène Howard Prince, un simple barman sans convictions politiques, qui accepte par amitié pour un scénariste mis sur la liste noire de devenir son « prête-nom ». 
Signant bientôt sans les avoir créées les œuvres de plusieurs écrivains mis à l'index parce que soupçonnés de sympathies communistes, Howard ne tarde pas à rencontrer le succès. 
Le subterfuge fonctionne jusqu'à ce que, victime du climat de paranoïa et de délation généralisé, l'ex-barman soit à son tour convoqué par le sinistre « comité des activités anti-américaines ».
Au moment de témoigner, le « prête-nom » déclare dénier aux membres du comité le droit de l'interroger sur ses opinions et qui plus est… d'« aller tous se faire foutre ! »
Cet acte de courage le conduira en prison.

## Fiche technique
- Titre : Le Prête-nom
- Titre original : The Front
- Réalisation : Martin Ritt
- Scénario : Walter Bernstein
- Production : Charles H. Joffe, Martin Ritt et Jack Rollins
- Société de production : Columbia Pictures
- Musique : Dave Grusin
- Photographie : Michael Chapman
- Costumes : Ruth Morley
- Montage : Sidney Levin
- Pays de production : États-Unis
- Format : Couleurs & Noir et blanc - 1,85:1 - Mono
- Genre : Comédie dramatique
- Durée : 95 minutes
- Date de sortie : 1976

## Distribution
- Woody Allen (VF : Bernard Murat) : Howard Prince
- Zero Mostel (VF : Jacques Dynam) : Hecky Brown
- Herschel Bernardi (VF : Henri Poirier) : Phil Sussman
- Michael Murphy (VF : Bernard Woringer) : Alfred Miller
- Andrea Marcovicci : Florence Barrett
- Remak Ramsay (en) (VF : André Falcon) : Hennessey
- Marvin Lichterman (VF : Pierre Arditi) : Myer Prince
- Lloyd Gough (VF : Maurice Dorléac) : Delaney
- David Margulies (VF : Jacques Ferrière) : Phelps
- Charles Kimbrough (VF : Jean-Claude Balard) : Committee Counselor
- joshua shelley (VF : Serge Lhorca) : Sam, directeur salle de spectacles
- Norman Rose (VF : Claude Joseph) : l’avocat d’Howard
- Danny Aiello (VF : Pierre Garin) : Danny LaGattuta
- Sam McMurray : Jeune homme à la fête
- Lucy Lee Flippin : Infirmière